# هپتا نیترو کوبان
هپتا نیترو کوبان (به انگلیسی: Heptanitrocubane) با فرمول شیمیایی C8HN7O14 یک ترکیب شیمیایی با شناسه پاب‌کم 11732527 است. که جرم مولی آن ۴۱۹٫۱۳۲۰۴ گرم بر مول می‌باشد. 